# Jusqu'à ce que la fin du monde nous sépare
Ne doit pas être confondu avec Jusqu'à ce que la mort nous sépare.
Pour plus de détails, voir Fiche technique et Distribution.
Jusqu'à ce que la fin du monde nous sépare (Seeking a Friend for the End of the World) ou Recherche ami pour partager fin du monde au Québec est un film américain écrit et réalisé par Lorene Scafaria, sorti en 2012.

## Synopsis
Au début du film, la radio annonce que la dernière tentative d'empêcher la collision de l'astéroïde Matilda avec la Terre a échoué. Dans trois semaines, son impact détruira toute l'humanité.
Dodge Petersen et son épouse Linda sont assis en voiture, à l'arrêt, quand ils écoutent cette information. Puis Linda sort du véhicule sans un mot et quitte Dodge. Ce dernier retourne dans son entreprise, où il vend des assurances. Les locaux sont presque déserts.
Lorsque Dodge rentre chez lui, il rencontre sa femme de ménage Elsa, qui ne semble pas comprendre qu'il est inutile qu'elle revienne nettoyer son appartement. Comme elle s'effraie d'être licenciée, Dodge lui dit d'oublier ses propos et de revenir comme d'habitude la semaine suivante.
Il se rend ensuite à une fête chez des amis. Sexe et alcool à gogo figurent parmi les solutions adoptées par plusieurs convives pour leurs derniers jours. Dodge repousse les avances d'une jeune femme et rentre chez lui. Il se souvient d'un ancien amour, Olivia, quand il aperçoit sa voisine Penny Lockhart, en pleurs près de sa fenêtre. Il fait ainsi sa connaissance.

## Fiche technique
- Titre original : Seeking a Friend for the End of the World
- Titre français : Jusqu'à ce que la fin du monde nous sépare
- Titre québécois : Recherche ami pour partager fin du monde
- Réalisation et scénario : Lorene Scafaria
- Décors : Chris L. Spellman ; Kathy Lucas (décoratrice de plateau)
- Costumes : Kristin M. Burke
- Directeur de la photographie : Tim Orr
- Montage : Zene Baker (en)
- Musique : Jonathan Sadoff et Rob Simonsen
- Casting : Nicole Abellera et Jeanne McCarthy
- Production : Steve Golin, Joy Gorman, Steven M. Rales et Mark Roybal ; Kelli Konop (coproduction)
  - Production exécutive : Nicole Brown, Nathan Kahane et Patty Long
- Sociétés de production : Anonymous Content, Indian Paintbrush et Mandate Pictures
- Sociétés de distribution :  Focus Features •  SND
- Budget : 10 millions de dollars américains[1]
- Pays d'origine :  États-Unis,  Singapour,  Malaisie,  Indonésie
- Langue originale : anglais
- Format : couleur, noir et blanc – 2,35:1 — son Datasat et Dolby Digital
- Genre : Comédie sentimentale, drame, science-fiction
- Durée : 101 minutes
- Dates de sortie : 
  -  États-Unis,  Canada : 22 juin 2012
  -  France : 8 août 2012

## Distribution
- Steve Carell (V. F. : Constantin Pappas et V. Q. : François Godin) : Dodge Petersen
- Keira Knightley (V. F. : Sybille Tureau et V. Q. : Mélanie Laberge) : Penelope « Penny » Lockhart
- William Petersen (V. F. : Stéfan Godin et V. Q. : Benoit Rousseau) : le routier
- Melanie Lynskey (V. F. : Natacha Muller et V. Q. : Violette Chauveau) : Karen
- Adam Brody (V. F. : Julien Allouf et V. Q. : Nicolas Charbonneaux-Collombet) : Owen
- Tonita Castro (V. F. : Soledad Sanmiguel) : Elsa
- Derek Luke (V. F. : Jean-Baptiste Anoumon et V. Q. : Patrice Dubois) : Speck
- Connie Britton (V. F. : Juliette Degenne et V. Q. : Anne Dorval) : Diane
- Patton Oswalt (V. F. : Daniel Lafourcade) : Roache
- Rob Corddry (V. F. : Xavier Fagnon et V. Q. : Frédéric Desager) : Warren
- Melinda Dillon : Rose
- Rob Huebel (en) : Jeremy
- Gillian Jacobs (V. F. : Laëtitia Godès) : Katie
- T. J. Miller (VF : Emmanuel Garijo) : Chipper Host
- Amy Schumer : Lacey
- Jim O'Heir : le shérif
- Martin Sheen (V. F. : Philippe Ogouz et V. Q. : Jean-Marie Moncelet) : Frank, le père de Dodge
- Brad Morris (V. F. : Daniel Beretta) : l'annonceur radio
- Mark Moses (V. F. : Luc Bernard) : le présentateur télé
- Nancy Carell : Linda Petersen

Société de doublage : Symphonia Films
Directrice artistique : Nathalie Régnier
Voix additionnelles: Jules Sarrazin
Sources et légendes : Version française (V. F.), et Version québécoise (V. Q.)

## Autour du film
Nancy Carell, qui joue la femme de Steve Carell dans le film, est également son épouse dans la vie.

## Accueil

### Réception critique
Dans les pays anglophones, Jusqu'à ce que la fin du monde nous sépare a reçu un accueil critique mitigé, puisque le site Rotten Tomatoes lui attribue 53 % d'avis favorables, basé sur cent-cinq commentaires collectés et une note moyenne de 6.2⁄10 et le site Metacritic lui attribue le score de 60⁄100, basé sur trente-quatre commentaires collectés.

### Box-office
- Box-office  Monde : 9 636 289 $
- Box-office  États-Unis -  Canada : 7 078 738 $
- Box-office  France : 127 934 entrées